# Іщенко Іван Миколайович
Іва́н Микола́йович І́щенко (*26 червня (4 липня) 1891, Пустоварівка — † 21 листопада 1975, Київ) — український радянський військовий хірург, доктор медичних наук (з 1941 року), професор (з 1934 року), генерал-майор медичної служби (з 1943 року) , заслужений діяч науки УРСР (з 1942 року), член-кореспондент АН УРСР (з 12 лютого 1945 року). Батько українського ученого в галузі механіки Ігоря Іщенка.

## Біографічні відомості
Народився 4 липня 1891 року в селі Пустоварівці (нині Сквирського району, Київської області) у сім'ї селянина. Після закінчення навчання у сільській школі поступив до Київської фельдшерської школи, де вчився в одному циклі з Миколою Щорсом. Потім, попрацювавши три роки фельдшером, склав іспити на атестат зрілості і вступив на медичний факультет Київського університету. Зразу ж після закінчення університету в 1917 році був призваний на військову службу і призначегний молодшим лікарем Архангельського піхотного полку, який знаходився на Південно-Західному фронті.
У 1918 році призначений ординатором хірургічного відділення Київського військового госпіталю. Від травня 1925 року по серпень 1939 року  — начальник хірургічного відділення госпіталю.
У госпіталі долучився і до педагогічної роботи. В 1924 році був обраним старшим асистентом урологічної клініки, яку очолював Андроник Архипович Чайка. З 1926 року — приват-доцент і одночасно завідувач урологічного відділення госпіталю. З 1927 по 1929 рік працював у факультетській хірургічній клініці професора Євгена Черняхівського, одночасно завідував урологічним відділенням госпіталю. Протягом 1930–1933 років продовжував роботу в факультетській хірургічній клініці вже під керівництвом професора Олексія Кримова. З 1937 по 1941 рік очолював кафедру загальної терапії 2-го Київського медичного інституту і був науковим керівником Київського інституту хірургії і переливання крові.
В 1934 році без захисту докторської дисертації Івану Іщенку було присвоєне вчене звання професора. В 1941 році захистив дисертацію на ступінь доктора медичних наук за темою: «Матеріали до патогенезу і лікуванню гострих синдромів мозкового тиску травматичного походження».
Починаючи з вересня 1939 року, працював на посадах головного хірурга Київського військового округу та Головного хірурга Українського фронту під час радянської окупації Західної України. В цей же період працював спеціалістом-консультантом у роки громадянської війни в Іспанії.
У роки Другої Світової війни був головним хірургом Південно-Західного фронту, потім Донського фронту (1941—1942), керував хірургічною службою фронтів на південно-західному направленні, під час Сталінградської битви, Середньодонської і Донбаської операції. З уведенням для лікарів військових звань йому 21 квітня 1943 року було присвоєно військове звання генерал-майора медичної служби.

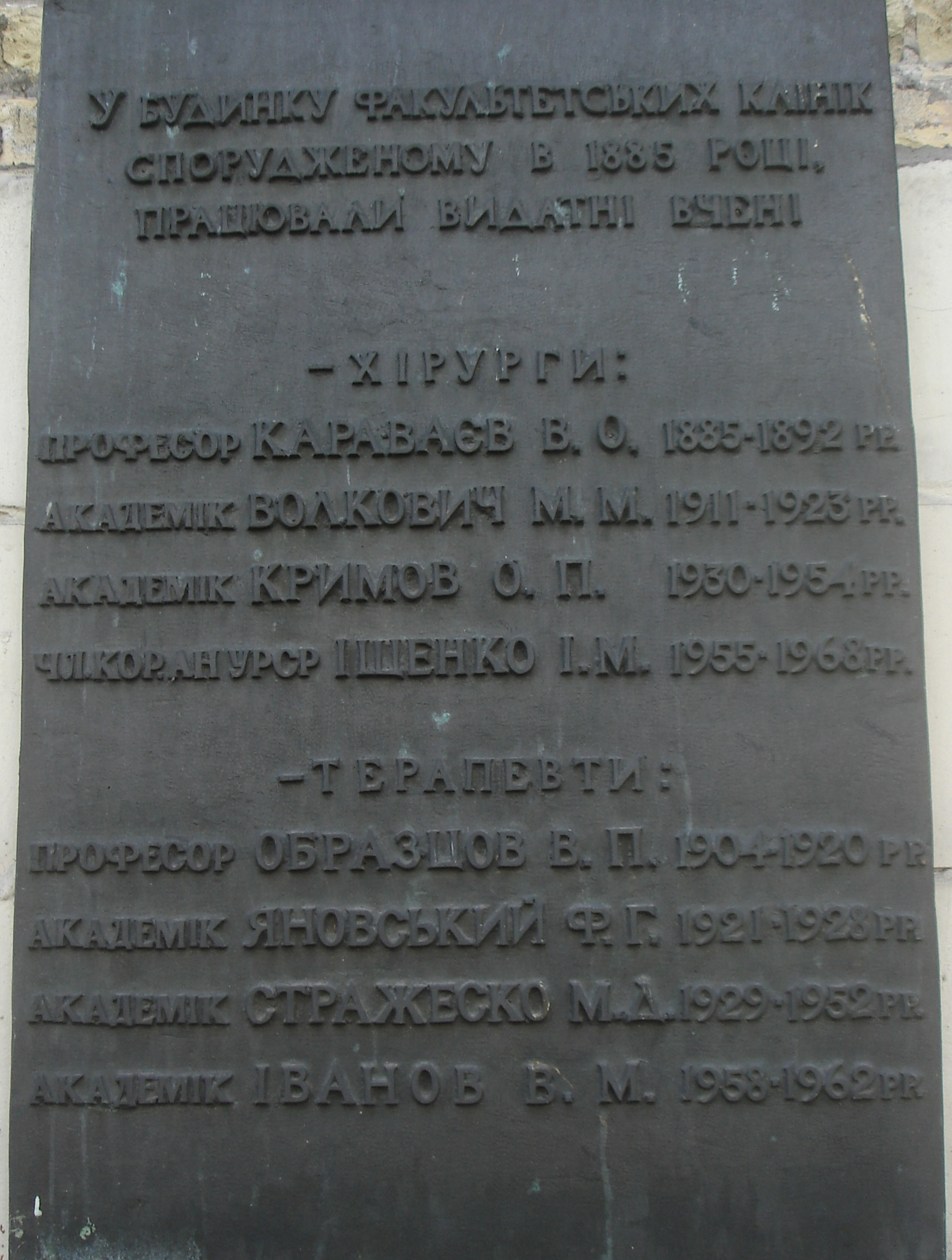
Меморіальна дошка видатним хірургам і терапевтам Київського медичного інституту.
Встановлена на будинку факультетських клінік Київського медичного інституту (Київ, бульвар Тараса Шевченка, 17).

Після відвоювання Києва, в кінці 1943 року знову був призначений головним хірургом Київського військового округу і працював на цій посаді до 1953 року. 1944 року також повернувся на посаду завідувача кафедри загальної хірургії Київського медичного інституту імені академіка О. О. Богомольця, якою завідував до 1955 року.
У 1953 році завершив військову службу, загалом присвятивши їй 36 років. 1955 року був обраний завідувачем кафедри факультетської хірургії Київського медичного інституту, яку очолював до 1968 року.
Помер 21 листопада 1975 року. Похований в Києві на Байковому кладовищі (ділянка № 1).

## Наукова діяльність

Могила Івана Іщенка

І. М. Іщенко був різностороннім хірургом, його особливість як дослідника, клініциста полягала в багатоплановості наукових інтересів. Він є автором понад 70 наукових робіт, в тому числі трьох монографій та двох підручників. Праці присвячені питанням урології, хірургії черевної порожнини, клініці та терапії черепно-мозкової травми та питанням військово-польової хірургії: хірургічному лікуванню вогнепальних поранень головного мозку, спинного мозку і периферичної нервової системи, лікуванню анаеробної інфекції, питанням гострих втрат крові та її переливання, лікуванню термічних опіків, питанням організації хірургічної допомоги пораненим на передових етапах евакуації та історії військово-польової хірургії.
Дуже близькою до військово-польової хірургії є наука про знеболювання. І. М. Іщенко обґрунтував доцільність використання в хірургії комбінованого знеболювання, що є основою сучасної анестезіології, розробляв інтубаційний потенцирований наркоз, розробляв показання до застосування гіпортемії і нейроплегії. В 1950 році опублікував монографію «Наркоз і анестезія».
Одним з найбільш близьких розділів хірургії Івану Миколайовичу була хірургія жовчовивідних шляхів та печінки. Дослідження та досвід у цій проблемі І. М. Іщенко узагальнив в монографіях «Операції на жовчних шляхах» (1960), «Операції на жовчних шляхах та печінки» (1966).
Разом з М. М. Губергріцем написав книгу «Диагностика заболеваний почек».
Відомі роботи І. М. Іщенка з проблеми трансплантацій тканин, травмам мозку, з хірургії виразки шлунку. В роботі «Феномени імунітету при гомотрансплантації тканин і органів» (1935) першим звернув увагу в експерименті на особливості приживлення повторно пересаджених клаптиків тканин. Ним доведена залежність стану трансплантату від активності з'єднувальної тканини, котра змінювалась під впливом антиретикулярної цитотоксичної сироватки. В умовах клініки і експерименту була показана висока активність цитотоксичної сироватки при лікуванні переломів кісток, генералізованої та локалізованої хірургічної інфекції, комплексного лікування злоякісних новоутворень.